# Fellfarbe

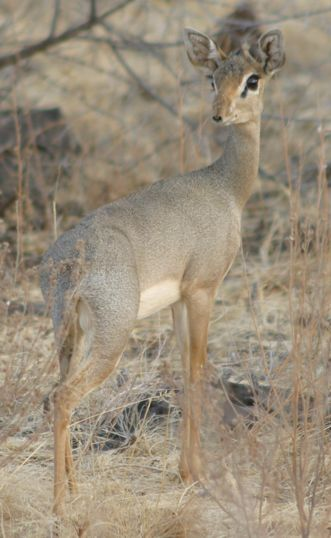
In seiner natürlichen Umgebung ist das Dikdik fast unsichtbar.

Die Fellfarbe erfüllt bei Wildtieren mehrere Funktionen. Sie dient als Tarnung sowohl des Beutegreifers als auch der Beute. Die Anpassung der Färbung der Tiere an die Umgebung stellt im Rahmen der Evolution ein entscheidendes natürliches Selektionskriterium dar.
Die Fellfarbe dient auch der Kommunikation. Bei Kaninchen und Hasen sowie bei manchen Huftieren wird durch das Aufstellen des Schwanzes die darunterliegende weiße Farbe als Warnsignal sichtbar. Bei Reh- und Damwild nennt man dieses weiße Fellareal Spiegel. Die schwarzweiße Fellzeichnung des Skunks dient als Warnfarbe. Die meisten Säugetiere sehen weniger Farben als zum Beispiel die tagaktiven Altweltaffen, da sie nur zwei Typen von Farbsinneszellen haben, so dass Kontraste und Muster bei ihnen wahrscheinlich von größerer Bedeutung sind als die Farbe an sich.

## Mythologie der Fellfarbe

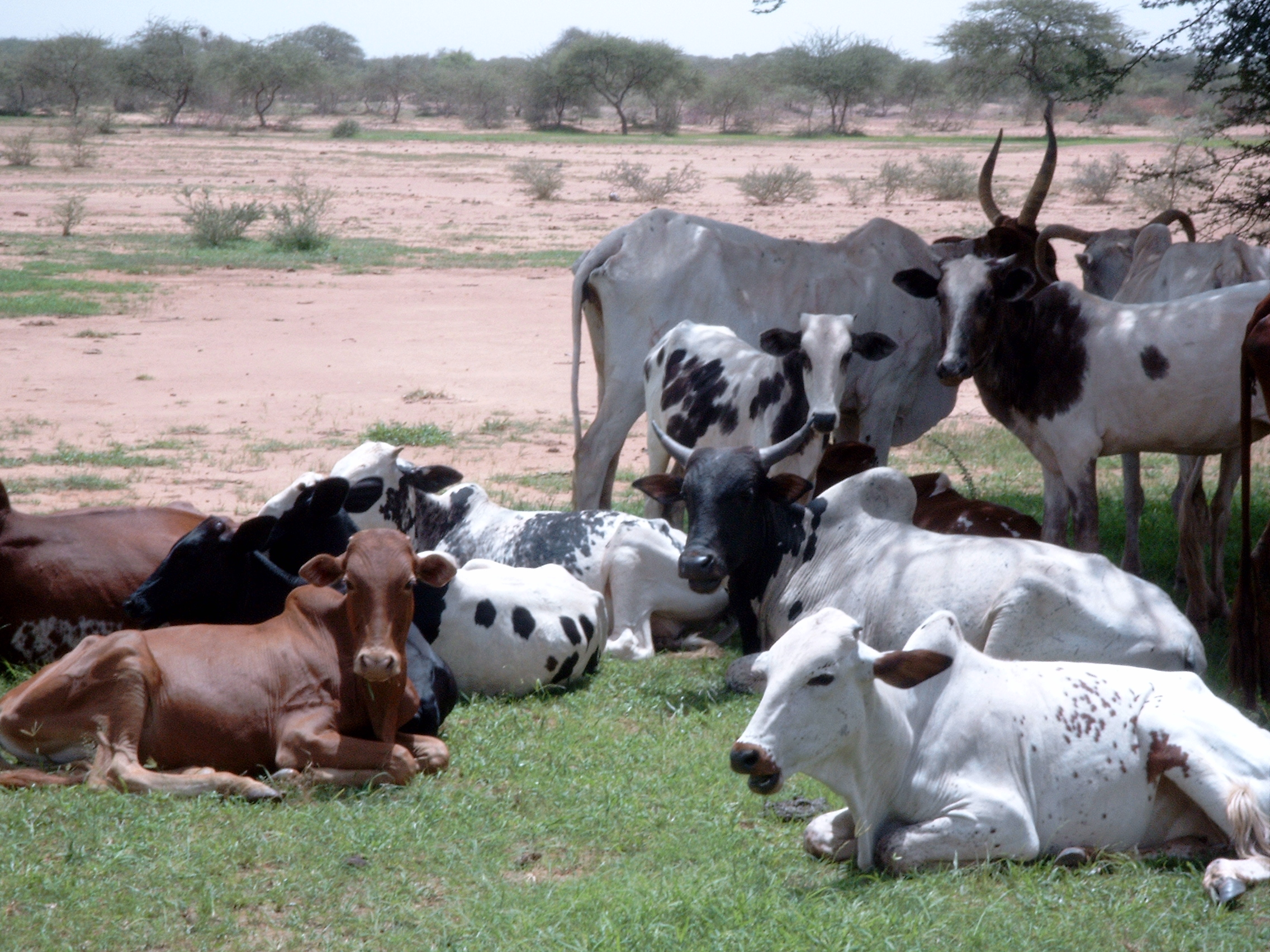
Zebus in unterschiedlichen Farben

Wann bei Haustieren erstmals von der Wildform abweichende Fellfarben auftraten, ist nicht bekannt. Es ist anzunehmen, dass die Farben des Fells eines der ersten Selektionskriterien für die domestizierten Tiere darstellten.
In frühgeschichtlichen Mythologien spielen farbige Tiere bereits eine entscheidende Rolle. In der Bäarmagus-Saga geben rote Tiere wie der Fuchs oder rote Katzen Schutz vor Blitzschlag und Feuer oder ziehen es an. Rothaarige Menschen wurden häufig für die Unfruchtbarkeit des Ackers verantwortlich gemacht. Erlöste oder büßende Seelen nehmen weiße Tiergestalt an. Weiße Tiere galten als Träger magischer Kräfte und des Glücks.
Dass die Fellfarbe als ein erbliches Merkmal erkannt wurde, ist bereits in der Bibel belegt. In (1 Mos 30 ) des Alten Testaments wird beschrieben, wie Jakob aus der Verpaarung weißer Schafe bzw. schwarzer Ziegen gesprenkelte Nachkommen erzielt, die aufgrund ihrer Färbung sein Eigentum werden.
In der Kunst finden sich frühe Hinweise auf das Aussehen der Haustiere. Altägyptischen Werke um 1500 v. Chr. zeigen braune, schwarze, weiße und gescheckte Pferde. Bis ins Mittelalter waren Schweine auf Bildern Wildschweinen in Form und Farbe sehr ähnlich.

## Entwicklung der Fellfarbe

### Geschichte der Farbgenetik

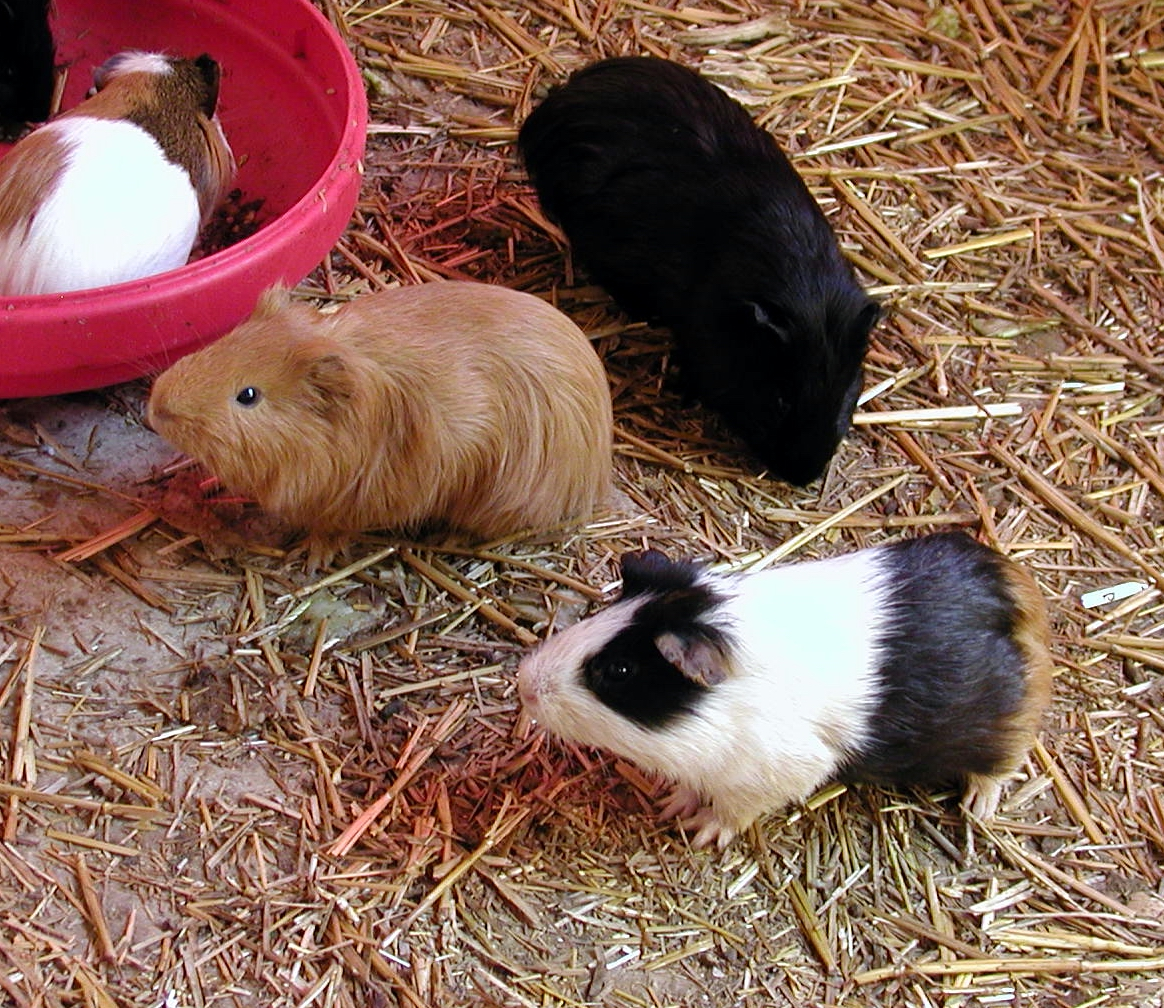
Verschiedenfarbige Meerschweinchen

Der Vererbungsmodus der Fellfarben wurde mit Hilfe von Kreuzungsexperimenten untersucht und die Färbungen bestimmten Genorten zugeordnet. Am gründlichsten geschah dies bei der Labormaus, die deshalb das Modell für andere Tierarten darstellte. Durch den Vergleich der Dominanzbeziehungen der Gene untereinander, der Auswirkung der Allele auf das Aussehen und begleitende Krankheiten in mehreren Tierarten entwarf SEARLE (1968) die artenübergreifenden Allelserien. In den tierartspezifischen Alleleserien werden dagegen Allele und Genorte eingeordnet, die sich nur bei einer oder wenigen Tierarten finden lassen. Später wurde nach und nach der genaue biochemische und molekulargenetische Hintergrund erforscht.
Die ersten beiden Säugetiere, deren Genom publiziert wurden, waren der zoologisch ebenfalls zu den Säugetieren zählende Mensch und 2002 die Maus. Seitdem konnte viel über die Genetik der Fellfarben in Erfahrung gebracht werden und es stellte sich heraus, dass dem gleichen Erscheinungsbild unterschiedliche Genotypen zugrunde liegen können.

### Migration und Reifung der Pigmentzelle

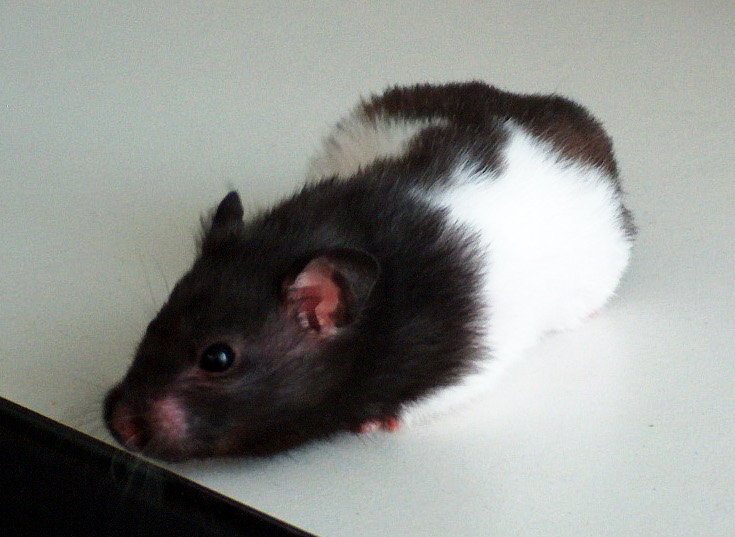
Gescheckter Goldhamster

Wie die Nerven-, Ganglien-, Glia-, Nebennierenmark- und Schwannschen Zellen stammen die Melanoblasten aus der Neuralleiste. Sie wandern während der Fötalentwicklung in die Epidermis aus. Dort reifen sie von eiförmigen über sternförmige zu Dendritenzellen aus. Die Melaninbildung beginnt im Zeitraum der Geburt und wird mitunter erst nach der Geburt abgeschlossen. Wird diese Auswanderung der Zellen gestört, entsteht Leuzismus oder verschiedene Scheckungen. Im Gegensatz zum Albino liegen in den weißen Arealen keine Melanocyten vor.
- Weiß-Locus (W) – Leuzismus

### Pigmentbildung
Für die Entstehung der Fellfarben sind nur die Melanine von Bedeutung, die in den Pigmentzellen (Melanozyten) gebildet werden. Es gibt zwei Formen des Melanins, das schwarzbraune Eumelanin und das rotgelbe Phäomelanin. Beide werden aus der essentiellen Aminosäure Tyrosin über die Zwischenstufen 3,4-Dihydroxyphenylalanin (DOPA) und Dopachinon synthetisiert.
Die Melaninbildung kann auf jeder dieser Zwischenstufen durch unterschiedliche Allele der Gene der Melaninsynthese beeinflusst oder gestört sein.
Dazu gehören Mutationen folgender Genorte
- Albinismus
  - Okulokutaner Albinismus Typ 1 – Tyrosinase-Gen – Albino-Locus (C)
  - Okulokutaner Albinismus Typ 2 – P-Gen – Rosa-Augen Serie (pink eye P)
  - Okulokutaner Albinismus Typ 3 – TRP1-Gen – Braun-Locus (B)
  - Okulokutaner Albinismus Typ 4 – MATP-Gen
  - Okulärer Albinismus Typ 1
- Aufhellung (dilution D)
  - Myosin 5a-Gen
  - MLPH
- Silver-Locus

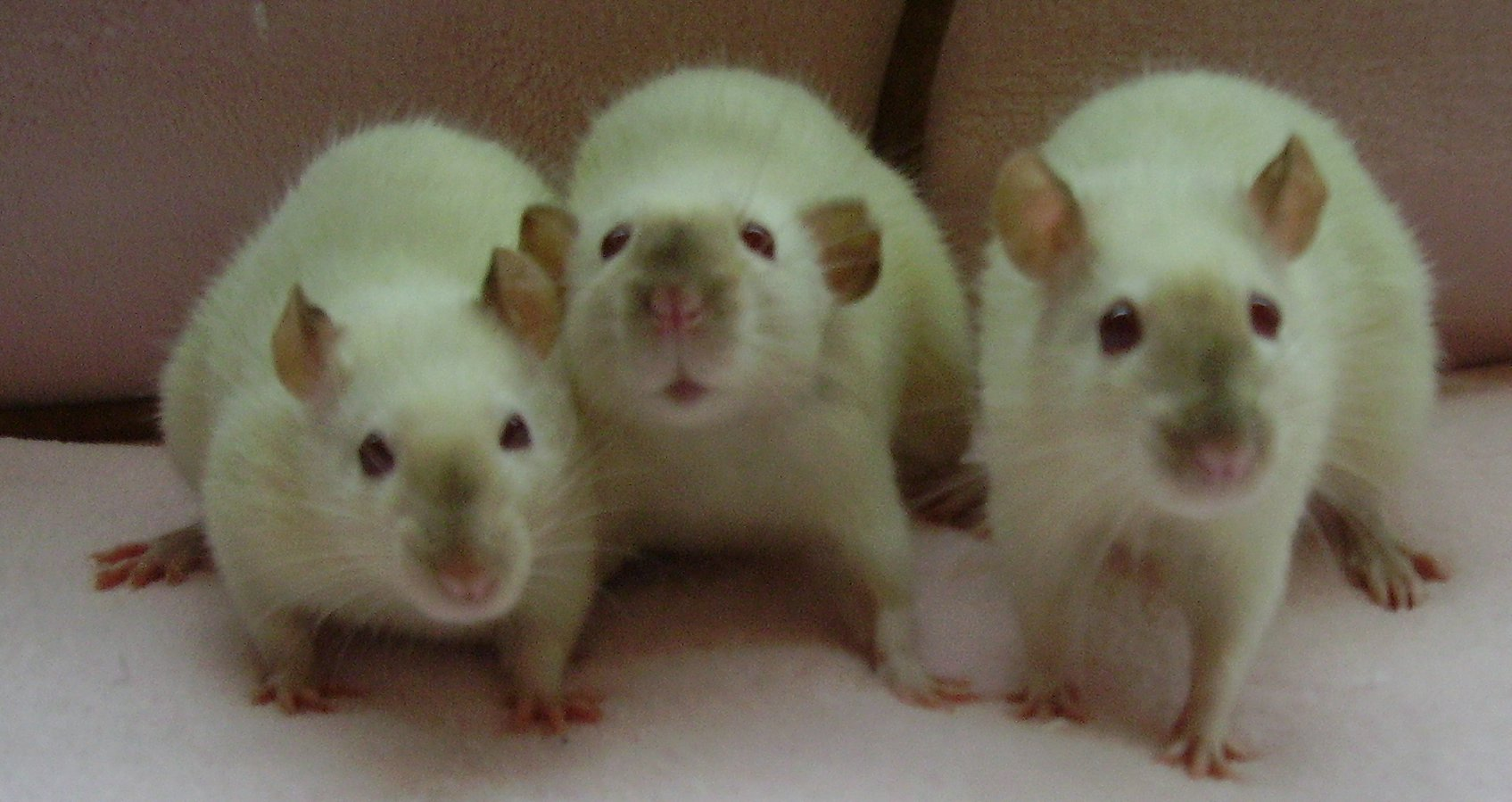
Siamesenzeichnung bei der Ratte
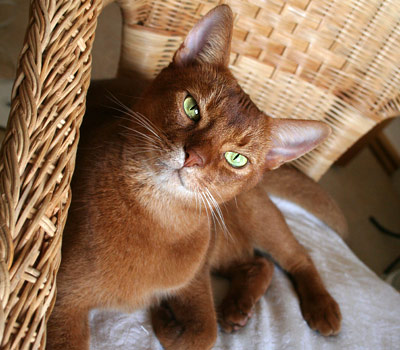
Braune Katze
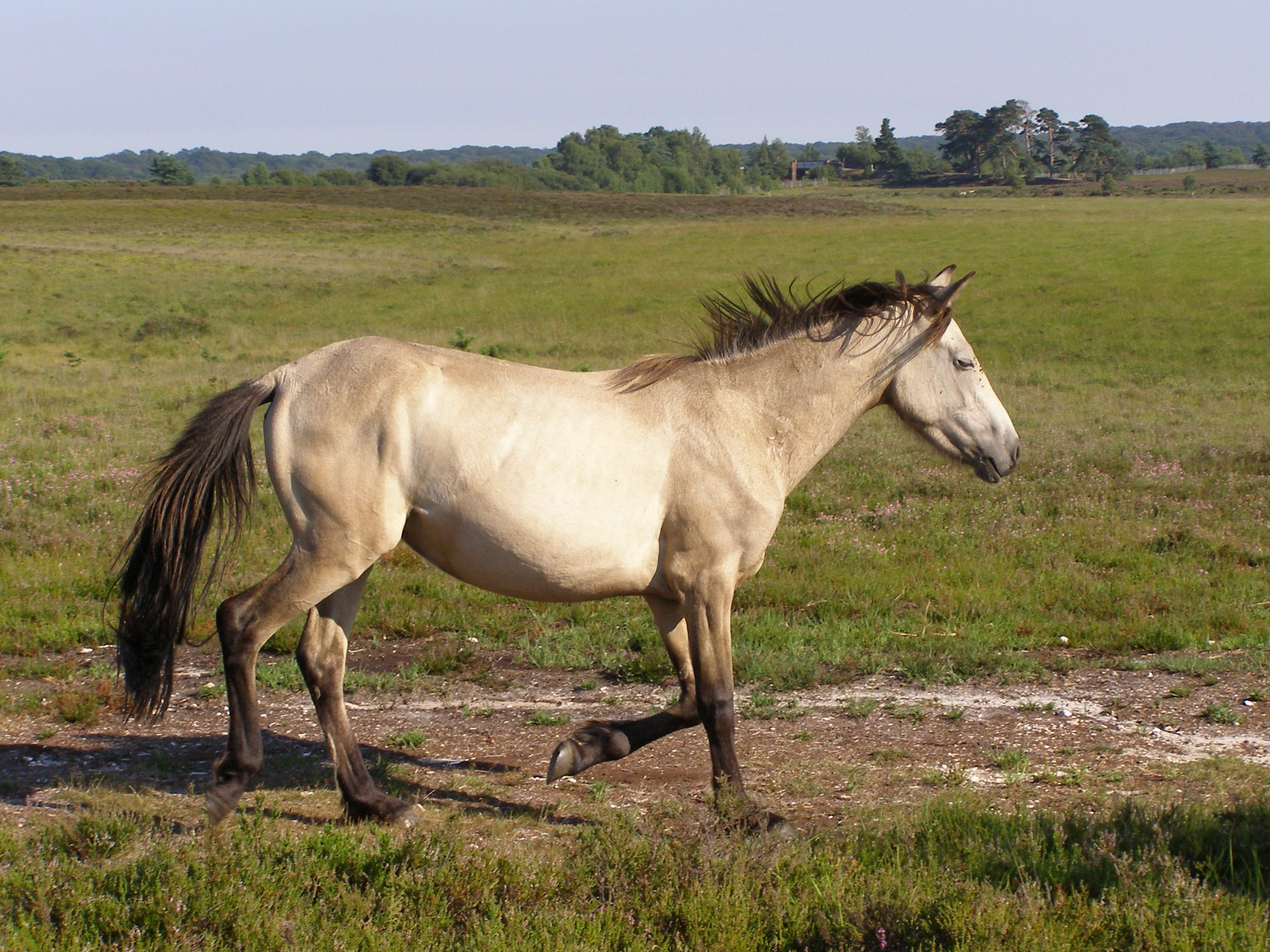
Brauner mit Cream-Gen
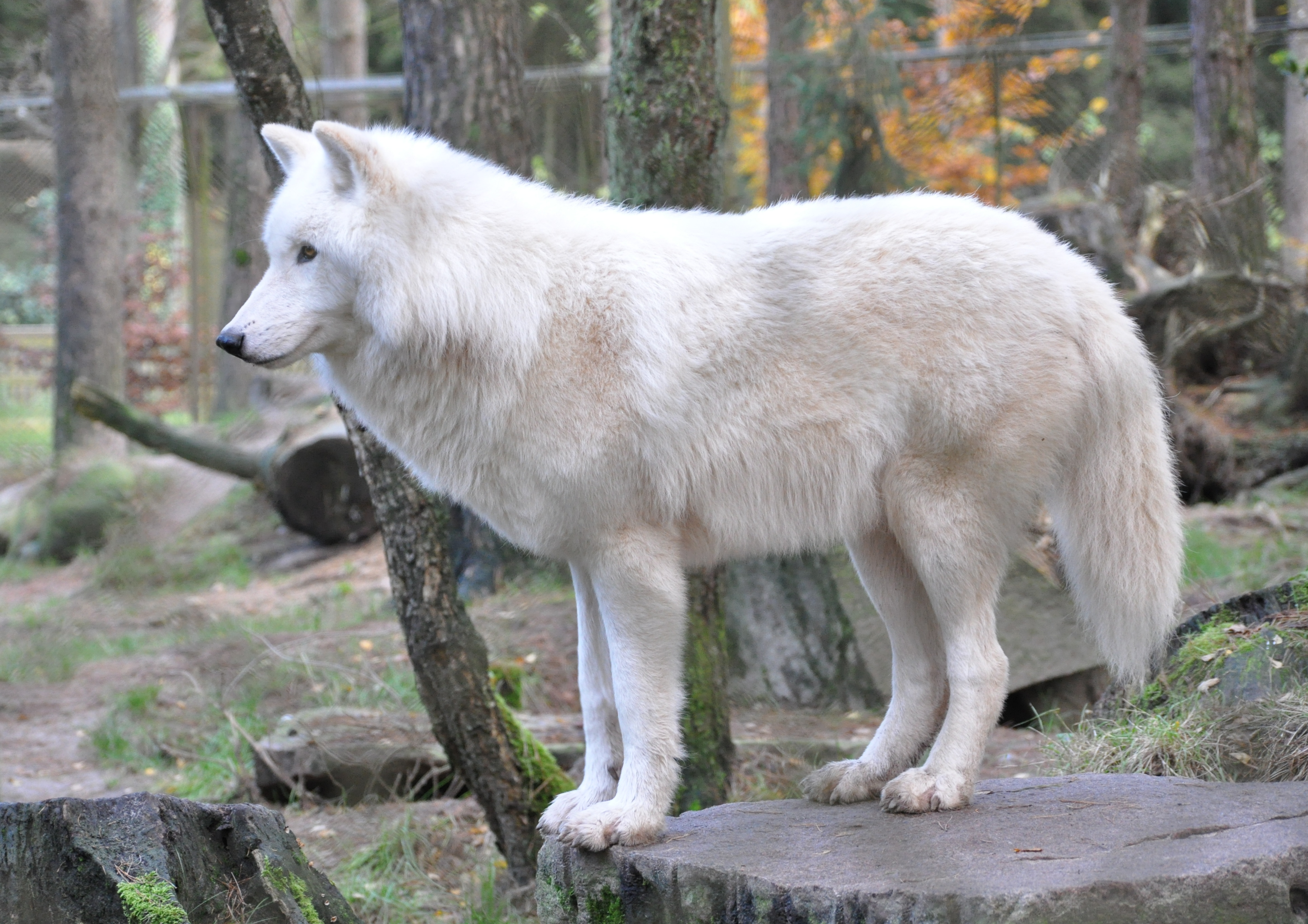
Polarwolf: extrem aufgehelltes Phäomelanin

### Gene, die die Pigmentverteilung steuern
Zur besseren Tarnung und als Signal gibt es in der Natur diverse Musterungen des Fells. Das wird erreicht, indem verschiedene Gene die Melaninproduktion nach Bedarf ein- oder ausschalten. Die Melanocyten eines Haarfollikels beginnen die Pigmentproduktion zu unterschiedlichen Zeitpunkten, so dass alle Farbschattierungen entstehen können. Ebenso kann eine intensive Melaninablagerung in einem Teil des Melanosoms stattfinden, während angrenzende Teile kaum aktiv sind. Die Melanocyten können von der Produktion eines Pigments auf ein anderes umschalten. Die Matrixzellen enthalten dadurch verschiedene Pigmente.
Gene, die steuern, wann die Melanozyten von Eumelanin auf Phäomelanin umschalten und umgekehrt, sind folgende:
- Agouti-Locus (A)
- Extension-Locus (E) (Mensch: Rote Haarfarbe)
- K-Locus (K), verantwortlich für dominante Schwarzfärbung beim Haushund[3]
- Tabby-Locus bei Katzen

Schwärzlinge – also Tiere mit Melanismus – entstehen gewöhnlich durch die Mutation eines dieser Loci.

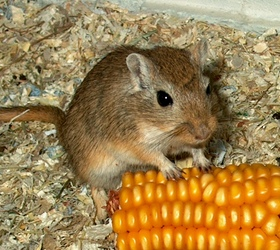
Naturfarbene Mongolische Rennmaus – die Haarspitzen sind schwarz
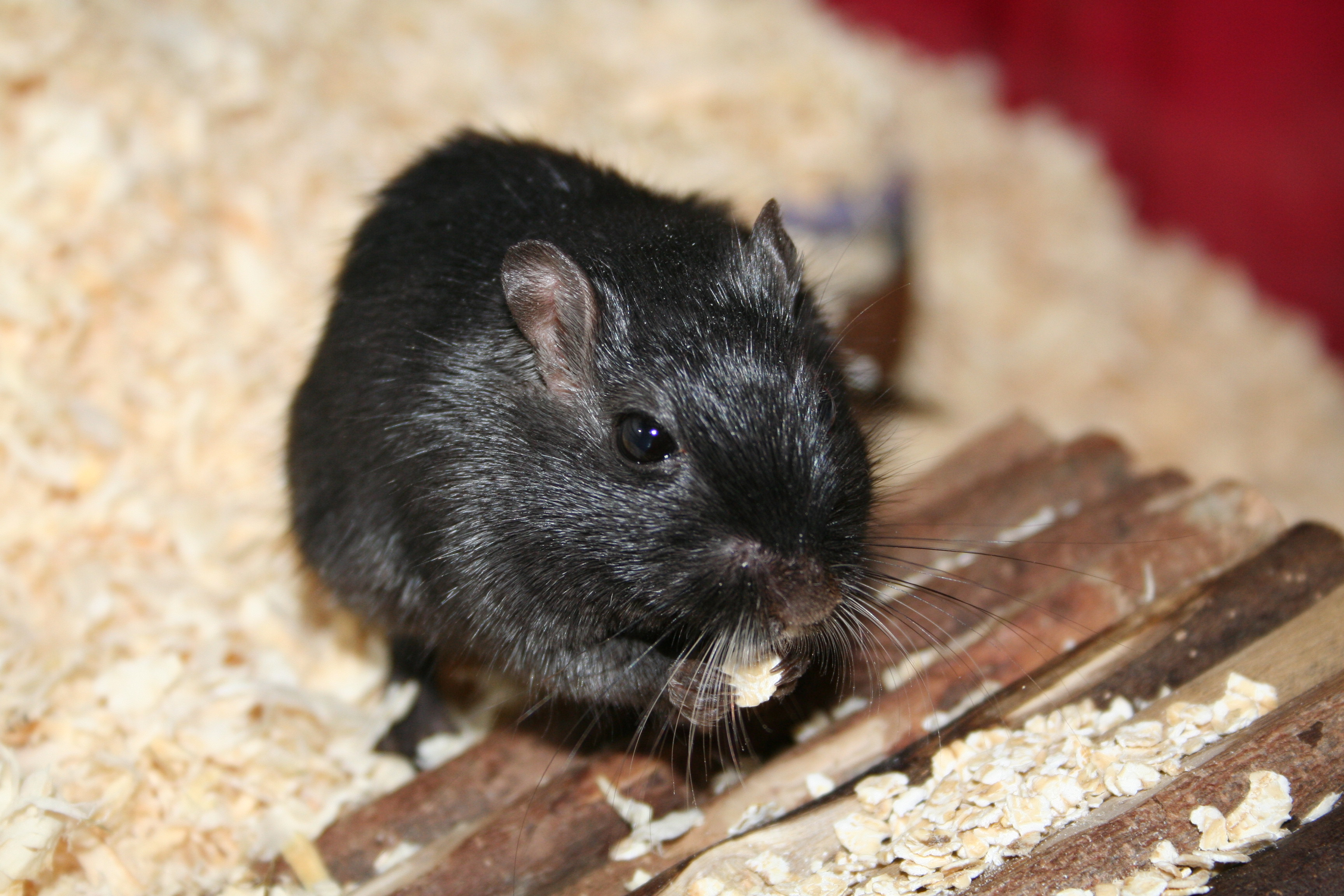
Schwarze Rennmaus
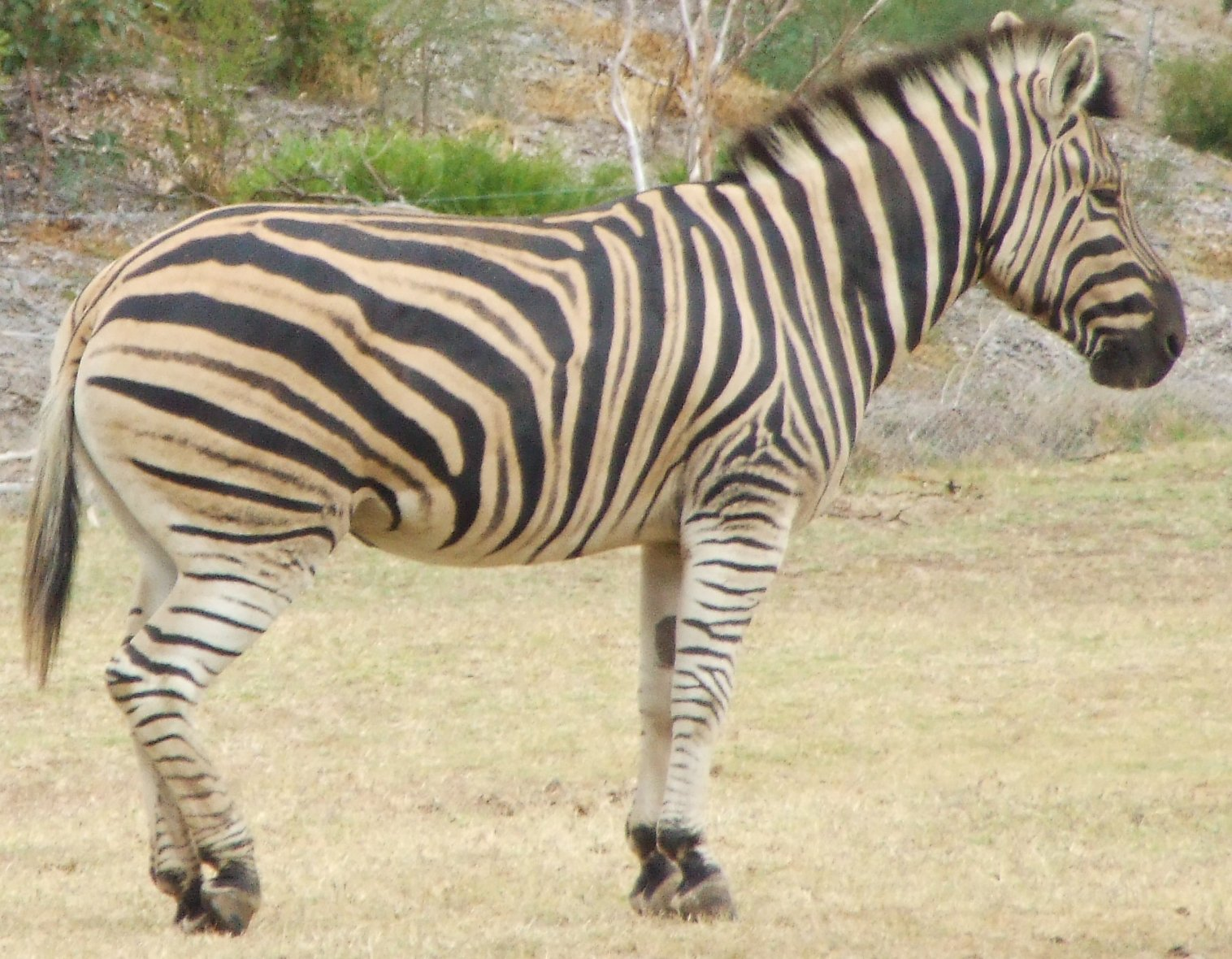
Zebra – Streifenzeichnung
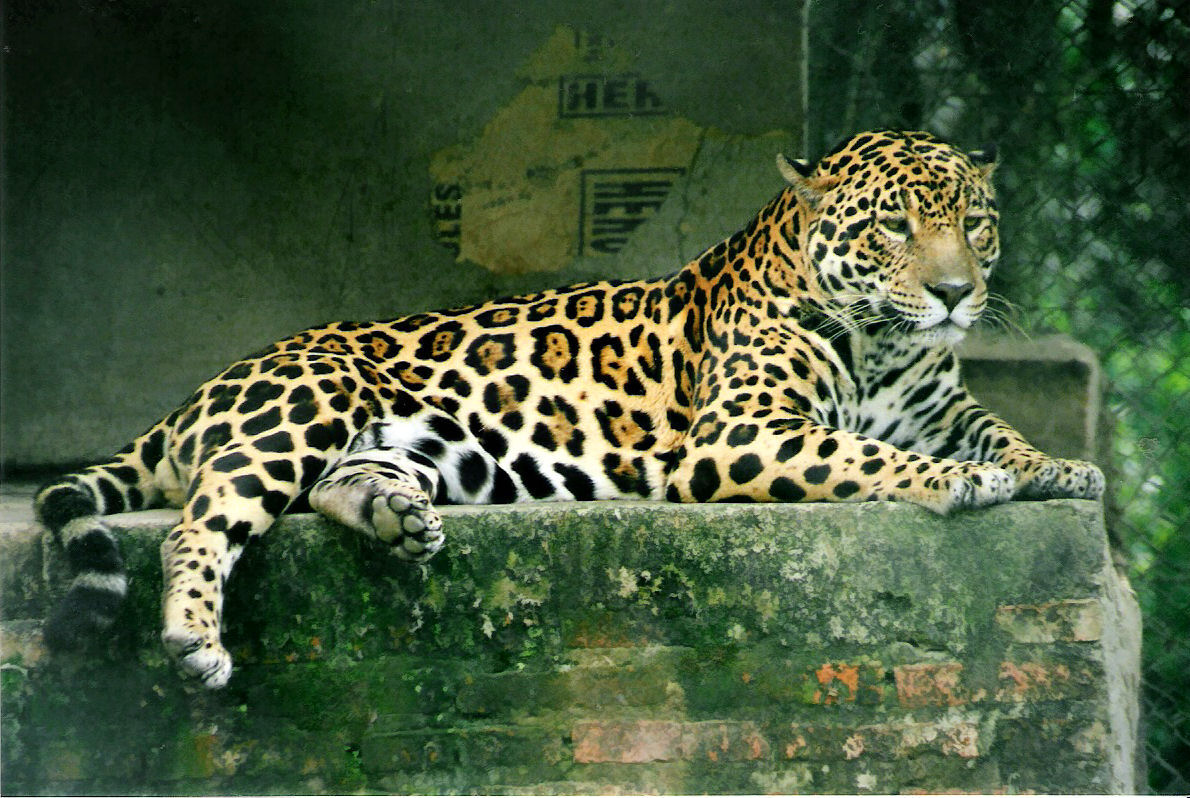
Jaguar – Fleckenzeichnung

Artikel über Musterungen:
- Rosette (Fell)
- Stromung
- Tigerung
- Aalstrich
- Abzeichen (Pferd)
- Scheck-Locus (S) – Scheckung (eigentlich Leuzismus.)
- Geisterzeichnung

### Einflüsse der Haarstruktur
Neben den Regulationsvorgängen, die die Pigmentzellen selbst in ihrer Arbeit steuern, beeinflussen auch Dicke, Länge, innerer Aufbau und Wachstumsgeschwindigkeit der Haare die Fellfarbe.
Der Haaraufbau kann so verändert sein, dass die Pigmentgranula wesentlich schwerer oder gar nicht eingelagert werden können. Dadurch wird mehr Luft in das Haar eingeschlossen, wodurch das Haar heller bis hin zu weiß erscheint. Bei der Maus führt ein Allel des Mo-Locus auf diese Weise zu einer Streifenzeichnung des Tieres.
Bei Wildkaninchen und Mäusen verringert eine starke Hautdicke die Phäomelaninbildung und ab einer bestimmten Wachstumsgeschwindigkeit bilden die Melanocyten Phäo- statt Eumelanin. Durch eine schnellere Teilung der Matrixzellen werden weniger Pigmente in die Haarrinde eingelagert.
Da langes Haar Licht anders reflektiert als kurzes, entstehen häufig Farbunterschiede zwischen Winter- und Sommerfell eines Tieres.
Dickere Haare erscheinen dunkler, da die reflektierende Oberfläche sich im Verhältnis zur Pigmentmenge verkleinert. Haare mit stark ausgeprägter Medulla (Haarmark) erscheinen dagegen heller, da der undurchsichtige Kern die Reflexionsfläche vergrößert.

## Fellfarben einzelner Tierarten
Für die Bezeichnung der Fellfärbungen bestehen bei verschiedenen Tierarten besondere Konventionen, siehe hierzu die Artikel:
- Pferde: Fellfarben der Pferde, Genetik der Pferdefarben
- Haushund: Fellfarben der Hunde
- Kaninchen: Genetik des Hauskaninchens
- Hauskatze: Fellfarben der Katze

Zu weiteren Tiergruppen siehe jeweils dort, siehe auch Literatur